# Kup Jugoslavije u hokeju na ledu
Kup Jugoslavije u hokeju na ledu se održavao u dva navrata - između 1965./66. i 1976./77., te 1984./85. i 1990./91.

## Pobjednici
- 1966. Partizan Beograd
- 1967. Jesenice
- 1968. Jesenice
- 1969. Olimpija Ljubljana
- 1970. Jesenice
- 1971. Jesenice
- 1972. Olimpija Ljubljana
- 1973. Jesenice
- 1974. Jesenice
- 1975. Olimpija Ljubljana
- 1976. Jesenice
- 1977. Jesenice
- 1985. Jesenice
- 1986. Partizan Beograd
- 1987. Olimpija Ljubljana
- 1988. Medveščak Zagreb
- 1989. Medveščak Zagreb
- 1990. Medveščak Zagreb
- 1991. Medveščak Zagreb

## Poveznice
- Prvenstvo Jugoslavije u hokeju na ledu
- Prvenstvo i kup Jugoslavije u hokeju na ledu, arhiva